# ワイルドカード (映画)
『ワイルドカード』（Wild Card）は、2015年にアメリカ合衆国で製作されたクライムスリラー映画。ウィリアム・ゴールドマン著の1985年の小説『Heat』の映画化であり、1986年にアメリカ合衆国で製作された映画『ビッグ・ヒート』のリメイク。ゴールドマン自身が脚本を書き、監督をサイモン・ウェストが、主演をジェイソン・ステイサムが務めた。アクション監督はコリー・ユン。

## ストーリー
特殊部隊の元エリート兵士ニック・ワイルドは、今では落ちぶれてラスベガスの片隅で用心棒を生業とし、ギャンブルに依存し酒に溺れる冴えない生活を送っていた。
ニックがサイラス・キニックという若者の護衛を引き受けたある日、元恋人のホリーから会いたいという連絡が入る。再会したホリーの顔は痣だらけで、話を聞くと昨晩3人の男にレイプされたという。ホリーが男たちへの復讐を依頼すると、ニックは忠告を無視したホリーの自業自得だと答えながらも、男たちの身元を調査する。主犯の男ダニー・デマルコはイタリアマフィアの跡取り息子だった。ニックはカジノでのサイラスの護衛を早めに切り上げると、ダニーの名前をホリーに伝えて手を引こうとするが、必ず復讐すると譲らないホリーの様子を見て、仕方なくダニーのもとへ向かう。拘束されたダニーに屈辱を味わわせたホリーは満足し、ダニーから奪った5万ドルをニックと山分けしてラスベガスから去っていく。
ニックは分け前を手にカジノへ戻ると、ブラックジャックで大勝し50万6000ドル分のチップを手にする。合流したサイラスに「これから5年間楽しく暮らせる」と明るく語るニックだが、いざ換金しようとすると「たった50万ドルではすぐこの街に逆戻りだ」と言い出し、さらなる大金を求めブラックジャックのテーブルに戻る。しかし、全てを賭けた大一番に負けてしまい、気を失うほどに酔い潰れる。ニックを介抱したサイラスは、若くして7000万ドルという大金を得たが将来には不安しかなく、勇敢な自分に生まれ変わりたいとニックに教えを乞う。見返りにギャンブル依存の克服に協力するというサイラスに嫌気が差したニックはその場から離れ、襲撃してきたデマルコの一味を難なく返り討ちにしながら帰っていく。
翌朝、ニックは街の一角を仕切るマフィアのボスであるベイビーに呼び出され、ダニーの手下を殺したという濡れ衣を着せられたことを知る。ニックがダイナーに向かうとサイラスが待っており、今の自分を認めることの重要性に気付いたという。促されるままギャンブル依存を認めたニックに、サイラスは護衛の謝礼として50万ドルと航空券をプレゼントするが、そこに手下を引き連れたダニーが現れる。サイラスの機転でダイナーの裏口から出たニックは、追ってきたダニー達を皆殺しにした後、駐車場に現れたサイラスに深く感謝してラスベガスを後にする。

## キャスト
| 役名               | 俳優                         | 日本語吹替 |
| ------------------ | ---------------------------- | ---------- |
| ニック・ワイルド   | ジェイソン・ステイサム       | 山路和弘   |
| サイラス・キニック | マイケル・アンガラノ         | 須藤翔     |
| ホリー             | ドミニク・ガルシア＝ロリド   | 渋谷はるか |
| ダニー・デマルコ   | マイロ・ヴィンティミリア     | 荻野晴朗   |
| カサンドラ         | ホープ・デイヴィス           | 御沓優子   |
| オズグッド         | マックス・カセラ             | 魚建       |
| ベイビー           | スタンリー・トゥッチ         | 野島昭生   |
| ドリス             | ソフィア・ベルガラ           | 宮澤はるな |
| ピンキー           | ジェイソン・アレクサンダー   | 野川雅史   |
| ロキシー           | アン・ヘッシュ               | 入江純     |
| ティール           | クリス・ブラウニング         | 田村真     |
| キンロー           | マシュー・ウィリグ           | 魚建       |
| ベニー             | フランソワ・ヴァンサンテッリ | 田村真     |
| ミリセント         | ダヴェニア・マクファデン     | 仲村かおり |